# Thijs Feenstra (politicus)
Thijs Feenstra (Franeker, 17 augustus 1766 - Leeuwarden, 23 november 1840) was een Fries politicus en koopman, van remonstrantsen huize.

## Biografie
Feenstra vestigde zich in 1783 te Dokkum als kuiper, koopman en touwslager. In 1800 richtte Feenstra met de heren Cats en Van der Veen een administratiekantoor van het grootboek der nationale schuld op, dat hij tot zijn dood bekwaam bestuurde.
In de Franse tijd (1795-1806) was hij bestuurder. Van 1795 tot 1798 was hij lid van de municipaliteit te Dokkum. Vervolgens was hij lid van het derde Intermediair Administratief Bestuur van Friesland van 21 juni 1798 tot 30 maart 1799 en van het Departementaal bestuur van Friesland.
Daarna was hij bestuurder van Leeuwarden. Hij was lid van de Raad van Leeuwarden van 1811 tot 1820 en werd in 1824 burgemeester van Leeuwarden. Die functie vervulde hij tot kort voor zijn overlijden in 1840.
Thijs Feenstra trouwde op 21 mei 1786 voor het gerecht van Dokkum met Rinske Allards Scheltinga, geboren te Dokkum 17 december 1764. Rinske overleed op 22 februari 1829 in de Schierstins te Veenwouden, die sinds 1814 eigendom van Feenstra was.
Hij was Ridder in de Orde van de Nederlandse Leeuw en woonde in Leeuwarden in het Sminiahuis aan de Tweebaksmarkt 36. In die tijd was hij een van de rijkste burgers van Leeuwarden.
In Leeuwarden is in het voormalige IJsbaankwartier een straat naar hem genoemd: de Thijs-Feenstraweg.